# مانويل بيليتي
مانويل بيليتي (بالإيطالية: Manuel Belletti)‏ مواليد 14 أكتوبر 1985 في تشيزينا، إيطاليا، هو دراج إيطالي في صنف سباق الدراجات على الطريق.

## سجل النتائج

### سباقات أو مراحل فاز بها
| التاريخ        | السباق                              | المركز                      |
| -------------- | ----------------------------------- | --------------------------- |
| 04 مارس 2009   | 2009 Giro del Friuli                |                             |
| 07 مارس 2009   | مونت باشي ستراد بينك 2009           | المرتبة 19 في التصنيف العام |
| 03 مايو 2009   | جيرو دي توسكانا 2009                |                             |
| 13 سبتمبر 2009 | جي بي دي فورميس 2009                | الثاني في التصنيف العام     |
| 19 أغسطس 2010  | كوبا بيرنوشي 2010                   | الفائز في التصنيف العام     |
| 25 سبتمبر 2010 | ميموريال ماركو بانتاني 2010         |                             |
| 01 يناير 2011  | 2011 Gran Premio Bruno Beghelli     |                             |
| 17 أبريل 2011  | فولتا كاستيلا ليون 2011             | الثاني في تصنيف النقاط      |
| 18 أغسطس 2011  | كوبا بيرنوشي 2011                   |                             |
| 04 أبريل 2012  | شيلدبرايش 2012                      | الخامس في التصنيف العام     |
| 19 أغسطس 2012  | طواف فاتينفول 2012                  | الثامن في التصنيف العام     |
| 01 يناير 2015  | 2015 Gran Premio Bruno Beghelli     |                             |
| 08 فبراير 2015 | غران بريميو ديلا كوستا إتروششي 2015 | الفائز في التصنيف العام     |
| 15 مارس 2015   | دفارز دور درينثي 2015               | الفائز في التصنيف العام     |
| 01 مايو 2016   | طواف تركيا 2016                     | الأول في تصنيف النقاط       |
| 16 يوليو 2017  | 2017 Trofeo Matteotti               |                             |
| 19 أغسطس 2018  | طواف المجر 2018                     | الفائز في التصنيف العام     |
| 06 أبريل 2019  | جيرو دي سيسيليا 2019                | الأول في تصنيف النقاط       |
| 16 يونيو 2019  | طواف المجر 2019                     | الأول في تصنيف النقاط       |

## روابط خارجية
- مانويل بيليتي على موقع الاتحاد الدولي للدراجات (الإنجليزية)
- مانويل بيليتي على موقع أرشيف الدراجات (الإنجليزية)
- مانويل بيليتي على موقع إحصائيات الدراجات الإحترافية (الإنجليزية)
- مانويل بيليتي على موقع نسبة الدراجات (الإنجليزية)
- مانويل بيليتي على موقع CycleBase (الإنجليزية)
- مانويل بيليتي على موقع CyclingDatabase.com (مؤرشف) (الإنجليزية)